# Miranda (Fernsehserie)
Miranda ist eine britische Sitcom der BBC, die von Miranda Hart entwickelt wurde und in der sie auch die titelgebende Hauptrolle spielt. Die Serie basiert auf Harts semi-autobiografischem Schreiben, gefolgt von einem Pilotfilm fürs Fernsehen und der Radio-Comedyreihe Miranda Hart’s Joke Shop bei BBC Radio 2. Zwischen 2009 und 2013 wurden drei Staffeln produziert, eine vierte war zunächst für 2015 angekündigt, wird letztlich aber nicht realisiert, auch wenn einige Specials hingegen nicht auszuschließen waren. In einem Interview bei BBC Radio 2 gab Miranda Hart bekannt, dass 2014 zwei Weihnachtsspecials als Abschied der Serie gezeigt werden sollen.
Die Episoden I Do, But To Who? und The Final Curtain wurden am 25. Dezember 2014 und am 1. Januar 2015 ausgestrahlt.
Im Vereinigten Königreich wurden die ersten beiden Staffeln bei BBC Two, die dritte Staffel bei BBC One gezeigt. Für Deutschland sicherte sich der Disney Channel die Rechte und zeigte die Sitcom vom 22. Oktober 2014 bis zum 17. Dezember 2014 in Doppelfolgen im Abendprogramm ohne Unterbrechung. Die Serie wurde in HD produziert und ist seit dem 2. August 2014 in den USA im Videoportal Hulu komplett erhältlich.

## Grundlegendes
In vielen Episoden erzählt Miranda über sich: Miranda ist 1,85 Meter groß und wird oft für einen Mann gehalten. Beziehungen, vor allem zu Männern, fallen ihr sehr schwer.
Zu ihrer Mutter hat sie ein eher angespanntes Verhältnis, was vor allem aus der Tatsache her rührt, dass ihre Mutter sie als große Enttäuschung empfindet. Dies hängt damit zusammen, dass ihre Mutter ständig versucht einen Ehemann und einen anständigeren Job für Miranda zu finden, was ihr aber ständig missglückt.
Obwohl Miranda Inhaberin ihres eigenen Scherzartikelladens ist, übernimmt ihre Kindergartenfreundin Stevie Sutton das Management, wovon Miranda wenig bis gar nichts versteht. Das Restaurant nebenan wird zunächst von Clive Evans geführt, in der dritten Staffel verkauft er es an den Küchenchef Gary Preston.
Nach vielen missglückten Dates zwischen Miranda und Gary entscheiden sich beide dazu nur Freunde zu sein. Miranda geht mit dem Lokalnachrichtensprecher Michael Jackford eine Beziehung ein, als Gary eine Freundin namens Rose hat.

## Besetzung und Synchronisation

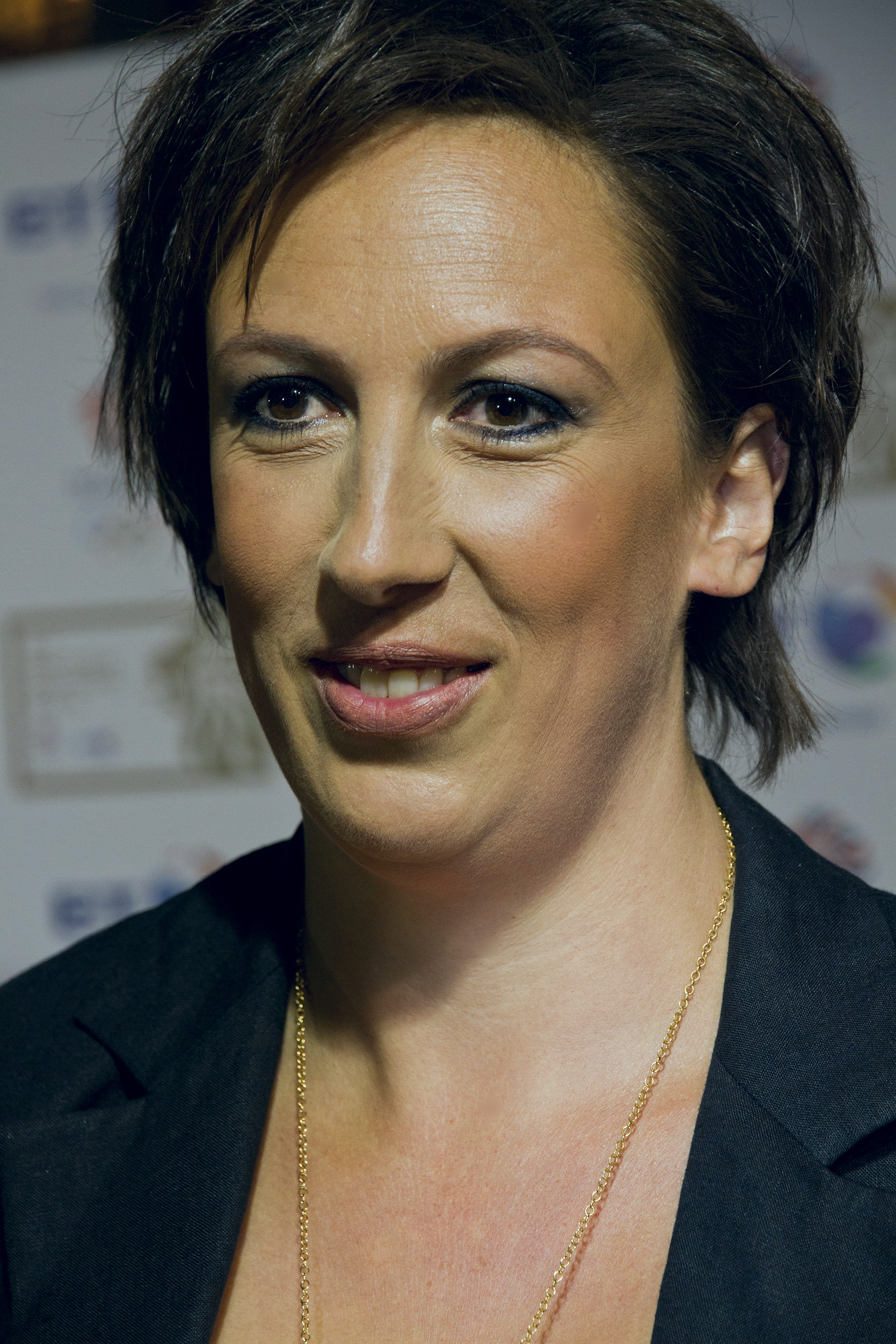
Hauptdarstellerin Miranda Hart, 2011

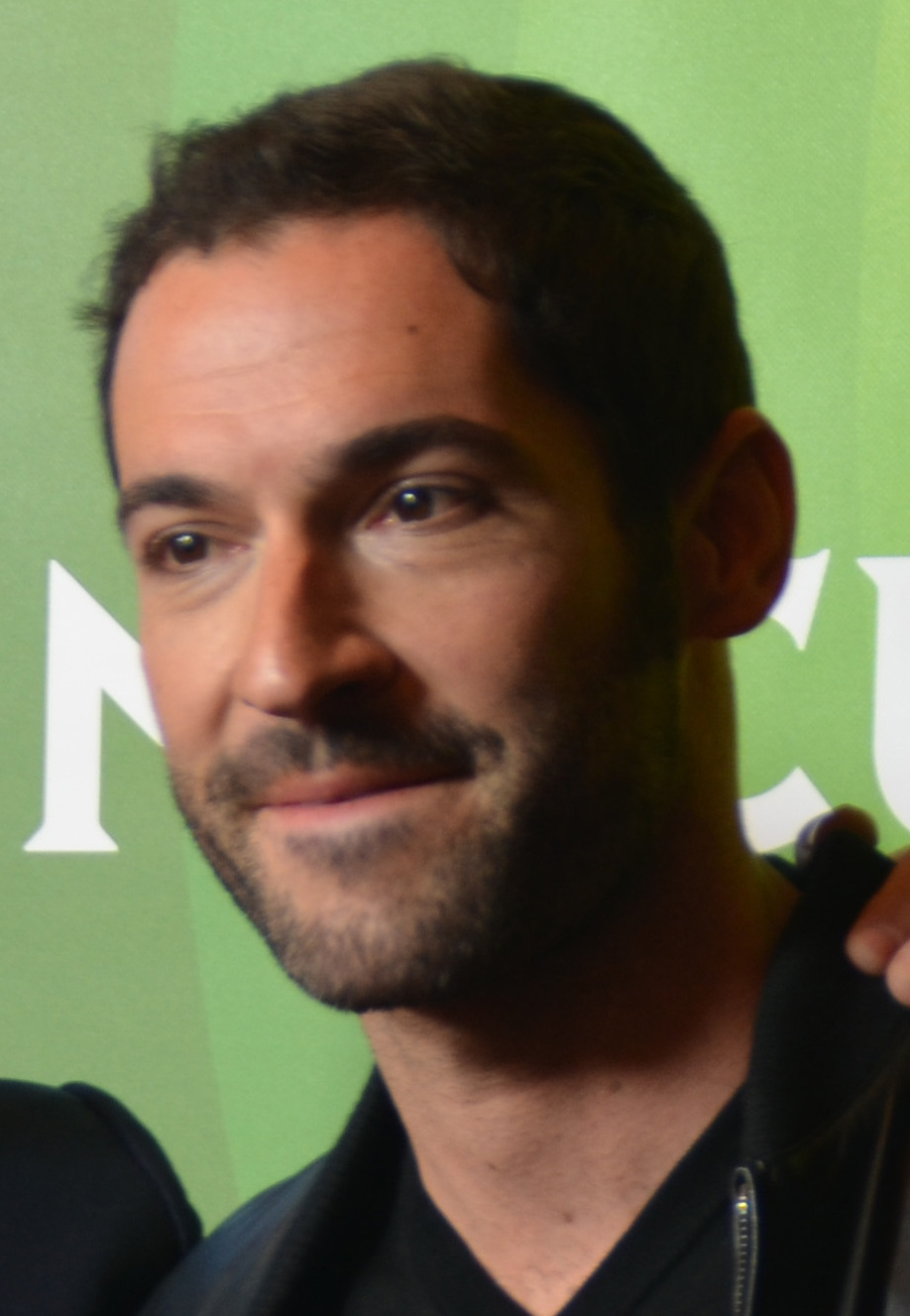
Hauptdarsteller Tom Ellis, 2015

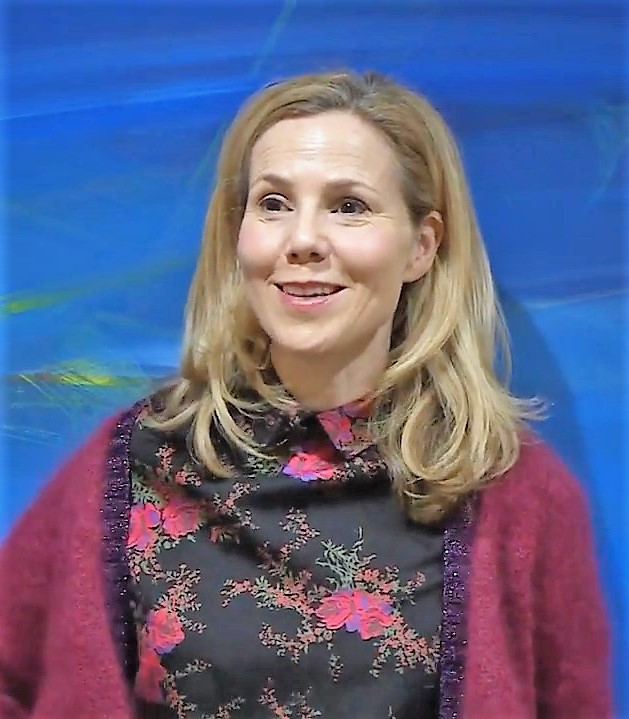
Darstellerin Sally Phillips, 2019

Die deutsche Synchronisation entstand 2013 unter der Dialogregie von Katharina Gräfe durch die Synchronfirma SDI Media Germany GmbH in Berlin.
| Rollenname       | Schauspieler/in | Synchronsprecher/in |
| ---------------- | --------------- | ------------------- |
| Miranda Preston  | Miranda Hart    | Anke Reitzenstein   |
| Gary Preston     | Tom Ellis       | Nico Sablik         |
| Stevie Sutton    | Sarah Hadland   | Cathlen Gawlich     |
| Penny            | Patricia Hodge  | Isabella Grothe     |
| Tilly            | Sally Phillips  | Dascha Lehmann      |
| Fanny            | Katy Wix        |                     |
| Clive Evans      | James Holmes    | Klaus-Peter Grap    |
| Rose             | Naomi Bentley   |                     |
| Michael Jackford | Bo Poraj        | Bernd Vollbrecht    |

## Figuren
- Miranda Hart ist Miranda Preston (2009–2015) – Eine sozial-unbeholfene Frau in den Dreißigern, die häufig in bizarre Situationen gerät.[6] In der Mittelschicht wirkt sie deplatziert, trotz ihrer privaten Schullaufbahn, entschied sich mit der Erbschaft ihres Onkels in einen Scherzartikelladen zu investieren, anstatt einer „normalen“ Arbeit nachzugehen. Sie sträubt sich vehement gegen die potenziellen Partner, die ihr ständig von ihrer Mutter, Familie und ihren Freunden zugeführt werden. Miranda kommt schwer mit dem Alltagsleben einer Erwachsenen zurecht und hat noch viele kindische Züge (siehe dazu: Obstfreunde). Ihre Freunde und ihre Familie schätzen sie aufgrund ihrer offenen, bodenständigen Art. Nachdem Miranda in The Final Curtain erfährt, dass Gary auf einer Hochzeit ist, eilt sie dorthin, um das Schlimmste zu verhindern. Auf der Hochzeit angekommen stellt sich heraus, dass Gary nur als Clives' Trauzeuge fungiert. Im Restaurant kommt es daraufhin zur Hochzeit von Miranda und Gary.

- Tom Ellis ist Gary Preston (2009–2015) – Ein gut-aussehender, ehemaliger Studienfreund Mirandas, der inzwischen als Koch arbeitet. Obwohl er hin und wieder ein wenig über Mirandas Verhalten verwundert ist, mag er Miranda als einer der wenigen so wie sie ist. In romantischen Situationen teilt er zudem ihre Unsicherheit. Gary ist selbstbewusster und redegewandter als Miranda, trotz allem gibt es Momente, in denen auch er nicht weiter weiß und nervös Unwahrheiten erzählt (siehe dazu: Cliff und Richard). Nachdem Gary mit Miranda verlobt ist, ist Miranda unwohl dabei, dass Gary nicht Ich liebe dich sagt. Als Miranda Gary damit konfrontiert, sagt er ihr, dass sie mehr Vertrauen in ihn haben müsste und er so nicht mit ihr zusammen kann. In der letzten Episode akzeptiert Miranda sich so wie sie ist, die beiden heiraten.

- Sarah Hadland ist Stevie Sutton (2009–2015) – Mirandas Sandkastenfreundin, und ihre Mitarbeiterin im Scherzartikelladen, obwohl eigentlich Stevie diejenige ist, die sich mit dem Geschäft ernsthaft beschäftigt. Stevie hat mehr Selbstvertrauen und ist engagierter als Miranda, in Situationen, in denen sich Miranda kindisch verhält, beteiligt sich aber auch Stevie am kindischen Verhalten. Obwohl sie behauptet, mehr Chancen bei Männern zu haben (siehe dazu: Das gewisse etwas), täuscht dieser Eindruck. So datet Stevie den ungepflegten, unfreundlichen Parkwächter Norman (gespielt von Joe Wilkinson), um mit Miranda konkurrieren zu können. In der finalen Episode taucht Norman erneut auf, Stevie küsst ihn.

- Patricia Hodge ist Penny (2009–2015) – Mirandas Mutter aus der Mittelschicht, dessen Aufgabe es ist, ihre Freunde mit Events und ihrem Leben zu beeindrucken. Ihre Hauptaufgabe sieht Penny vor allem darin, Miranda eine ordentliche Arbeit sowie einen Mann für die Zukunft zu suchen. Sie verzweifelt an der Entscheidung ihrer Tochter ihr Erbe für einen Scherzartikelladen zu nutzen und ignoriert des Öfteren Mirandas Wünsche in jeglicher Hinsicht. Obwohl sich Penny von Miranda häufig gedemütigt fühlt, versucht sie alles, um ihre Tochter zu verheiraten. Hin und wieder zeigt sie sich aber auch über kleine Erfolge in Mirandas Leben erfreut und untermauert dies mit den Worten Los Miranda! (im Original: Go Miranda!). In der finalen Episode taucht Penny zwei Tage nach dem Ende der Beziehung zwischen Miranda und Gary in Mirandas Wohnung auf und beginnt unsensibel über einen neuen Bräutigam für Miranda nachzudenken, woraufhin diese Penny Paroli bietet und sie aus der Wohnung wirft. Penny begeht daraufhin im Tennisclub einen Alkoholexzess und sieht ein, dass seit langem zwischen ihr und Mirandas Vater kein sexuelles Interesse mehr besteht, was sie aber versuchte zu übersehen. Sie taucht nun erneut bei Miranda auf und weint sich an der Schulter ihrer Tochter aus, einige Tage später auf der Hochzeit von Gary und Miranda kommt es zur endgültigen Versöhnung zwischen Miranda und Penny.

- Sally Phillips ist Tilly (2009–2015) – Eine alte Schulfreundin Mirandas, die – im Gegensatz zu Miranda – etwas Besseres aus ihrem Leben nach der Privatschule gemacht hat; sie zeigt Penny damit vor allem all' das, was Miranda nie erreicht hat. Häufig nennt sie Miranda bei ihrem Spitznamen aus Schulzeiten (siehe dazu: Queen Kong). Tilly versucht ständig, Miranda Ratschläge zu geben, die diese aber allesamt ablehnt. Obwohl sie scheinbar mehr Selbstvertrauen als Miranda hat, hat sie dennoch nicht mehr Glück, was Romanzen betrifft. So ist ihr ehemaliger Verlobter Rupert damals eher an Miranda als an Tilly interessiert und möchte eine Affäre mit Miranda beginnen. In I Do, But To Who? verlobt sie sich mit ihrem Freund vom Militär, „Dreamboat“ Charlie (gespielt von Adrian Scarborough).

- James Holmes ist Clive Evans (2009–2010, 2015) – In Staffel 1 und 2 der Besitzer des Restaurants, in dem Gary als Koch arbeitet. Immer wenn er versucht zu helfen, macht er es eigentlich nur schlimmer. So verrät er z. B., dass Gary eine geheime Ehe führt, womit er Miranda verletzt. In Staffel 3 verkauft er das Restaurant an Gary. In der letzten Episode The Final Curtain heiratete er den Stammkunden Jim aus Mirandas Scherzartikelladen (gespielt von Dominic Coleman).

- Bo Poraj ist Michael Jackford (2012–2014) – Mirandas Freund ab Staffel 3, der beim Fernsehen als Reporter arbeitet und Miranda so, wie sie ist, liebt. Michael hat in I Do, But To Who? seinen letzten Auftritt, als Miranda sich für Gary entscheidet. Michael setzt daraufhin die Afrikareise fort, die er zuvor zugunsten Miranda abgebrochen hatte.

- Naomi Bentley ist Rose (2013) – Garys Freundin in Staffel 3. Als Rose Garys Zuneigung zu Miranda in der Vergangenheit nicht akzeptieren kann, trennt sich Gary von ihr. Ihren letzten Auftritt hat sie in Drei kleine Worte (S03E05) zur Wiedereröffnung des Restaurants, als Miranda Gary gerade ihre wahren Gefühle offenbart, Rose rennt daraufhin davon.

## Ausstrahlung
| Staffel | Episodenanzahl | Erstausstrahlung UK | Erstausstrahlung UK | Deutschsprachige Erstausstrahlung | Deutschsprachige Erstausstrahlung |
| Staffel | Episodenanzahl | Staffelpremiere     | Staffelfinale       | Staffelpremiere                   | Staffelfinale                     |
| ------- | -------------- | ------------------- | ------------------- | --------------------------------- | --------------------------------- |
| 1       | 6              | 9. November 2009    | 14. Dezember 2009   | 22. Oktober 2014                  | 5. November 2014                  |
| 2       | 6              | 15. November 2010   | 20. Dezember 2010   | 12. November 2014                 | 26. November 2014                 |
| 3       | 6              | 26. Dezember 2012   | 28. Januar 2013     | 3. Dezember 2014                  | 17. Dezember 2014                 |

## Auszeichnungen und Nominierungen
Miranda gewann einige Awards. Zu den Preisen zählen der Royal Television Society Award für die Rolle von Miranda Hart sowie der British Comedy Award für die beste neue britische Comedyserie. Nominiert war sie außerdem für zwei British Academy Television Awards.

## DVD-Veröffentlichung
Im Vereinigten Königreich erschienen bereits zwischen dem 15. November 2010 und dem 4. November 2013 alle drei Staffeln auf DVD, zudem gibt es seit dem 7. November 2011 eine gemeinsame Box der Staffeln 1 und 2 im Handel. Eine Komplettbox der Staffeln 1 bis 3 erschien ebenfalls am 4. November 2013. Im Winter 2014/2015 erschienen zudem die finalen Episoden I Do, But To Who? und The Final Curtain auf DVD (am 26. Januar 2015), die beiden Weihnachtsepisoden der Serie wurden außerdem noch einmal separat veröffentlicht (am 24. November 2014).
In Deutschland erschien Staffel 1 am 7. November 2014, Staffel 2 sollte am 5. Dezember 2014 und Staffel 3 am 30. Januar 2015 veröffentlicht werden. Staffel 2 erschien dann am 27. Februar 2015 und beinhaltet (im Gegensatz zu Staffel 1) neben den Episoden der Staffel Bonusmaterial („Miranda Hart interviewt Kollegin, Freunde und Familie, u. a. Sally Phillips, Tom Ellis und Mirandas Serien- und ihre echte Mutter.“) sowie deutsche Untertitel, die hinzugeschaltet werden können. Staffel 1 und 2 erhielten eine FSK-Freigabe ab 6 Jahren.

## Trivia

### Allgemeines
- Das für den Scherzartikelladen genutzte Set war vorher Teil des Sets der – ebenfalls durch die BBC produzierten – Sitcom Absolutely Fabulous und diente dabei als Set für die Küche. Prägend ist die Treppe, die bereits bei Absolutely Fabulous als Auf- und Abgang rege benutzt wurde.

### Running Gags
- Jede Folge beginnt mit einem Monolog von Miranda. Sie spricht und schaut dabei zum Publikum. Auch während der Sendung wird des Öfteren die Vierte Wand fast immer von Miranda durchbrochen. In der Episode Beim Psychologen (S02E05) durchbricht Penny die Vierte Wand, als Miranda und sie die Rollen tauschen und Penny Miranda parodiert. Miranda schaut in der folgenden Einstellung ebenfalls erstaunt in die Kamera.
- In jeder Folge gibt es Rückblenden und Vorstellungen von Gedanken Mirandas.
- Sobald Miranda etwas unangenehm ist, fängt sie schnell an, sich Geschichten über ihr Leben auszudenken.
- Sowohl Orlando Bloom als auch Cliff Richard werden erwähnt, als Miranda (und ihm zweiten Fall auch Gary) nach ihren Kindern gefragt wird. So entgegnet Miranda Gary in Ich bin kein Mann (S01E01), sie habe zwei Söhne mit den Namen Orlando und Bloom. In Verrückte Ferien (S01E04) erzählen Miranda und Gary einer Kundin, ihre Kinder würden Cliff und Richard heißen. Hierbei ist noch erwähnenswert, dass beide mit Nachnamen Richards heißen sollen (also Cliff Richards und Richard Richards).
- Miranda gibt in jeder Folge ihr Gesangstalent zum besten.
- Stevie liebt es, die britische Soulsängerin Heather Small zu parodieren. Dabei hält sie sich eine Maske mit dem Gesicht Heathers vor ihr eigenes Gesicht und singt den Refrain von Proud (What have you done today to make you feel proud?) mit verstellter Stimme. Small hat in der Episode The Final Curtain einen Cameo-Auftritt und singt Proud.
- In jeder Folge erwähnt Penny den Halbsatz so ein Spaß (im Original: such fun). Wenn sie Dinge, Gebäude, Menschen, Umstände oder dergleichen erwähnt setzt sie ein wie ich es nenne... (im Original: what I call) davor, worauf Miranda ihr entgegnet, dass sie nicht die einzige wäre, die diese Gegenstände etc. so nennen würde.
- Miranda ist bekannt für ihre Stürze. So fällt sie des Öfteren z. B. über ihre eigenen Füße, im Weg stehende Kartons oder über den zuvor umgeworfenen Kleiderständer im Restaurant. Des Weiteren entblößt sich Miranda häufig in der Öffentlichkeit, in der sie, meist unter lustigen Umständen, ihre Hose oder ihr Oberteil verliert.
- In drei Episoden gibt Penny Miranda Ratschläge aufgrund bevorstehender formaler Konversationen. So wird Miranda auch die richtige Form des Lachens erklärt. In Hunde (S01E06) orientiert sich das Lachen am Song Barbie Girl der dänischen Band Aqua, in Die Patentante (S02E02) am Hit Poker Face der Sängerin Lady Gaga. In Miranda als Polizistin (S03E02) dient Price Tag von Jessie J als Vorlage. Erwähnenswert ist zudem, dass im Originalton sowohl Lady Gaga als auch Jessie J von Penny falsch betont ausgesprochen oder genannt werden. So nennt sie erstere Lady Gagá und letztere Jessica J.
- Jedes Mal, wenn während eines Gesprächs Tillys Handy klingelt und sie eine Nachricht erhält, unterbricht sie das Gespräch, indem sie ihren Zeigefinger hebt und mit Momentchen (im Original: bear with) die anderen Gesprächsteilnehmer zum Schweigen anhält, bis sie wieder da ist (im Original: back).
- Tilly hat den häufigen Drang alles zu verniedlichen (siehe dazu: Diminutiv). So wird vor allem der Begriff wunderbärchen (im Original: marvilissimous) häufig von Tilly verwendet.
- Miranda wird von Tilly, Katy und weiteren ehemaligen Klassenkameradinnen Queen Kong genannt. Warum dies der Fall ist, ist nicht abschließend geklärt. Möglicherweise wird mit Queen Kong als Gegenstück von King Kong auf dessen und zu gleich Mirandas Einsamkeit und übernatürliche Größe angespielt.
- Häufig kommt es vor, dass Miranda Stevie mit dem Arm wegstößt, woraufhin letztere zu Boden geht. Dies passiert vor allem dann, wenn Stevie schlecht über Miranda in der Gegenwart von potentiellen Flirts wie Gary redet.
- Chris und Allison, ein Paar und Freunde von Gary, flirten ständig, was Miranda in den Wahnsinn treibt. So sagen die beiden häufig das gleiche und sind stets überfreundlich, was Miranda mit Augenrollen und abwertenden Blicken in Richtung Publikum negativ untermauert. Erst als beide ihr erstes Baby bekommen haben und Allison erneut schwanger ist, ändert sich dies. So sind beide eher genervt darüber, dass sie das Gleiche sagen und sprechen sich zudem nicht mehr mit dem Spitz-, sondern den Vornamen an. Zudem sind beide nicht mehr überfreundlich.
- Wenn Miranda ein Wort komisch findet, sagt sie dies ihrem Gegenüber und spricht es mehrfach deutlich überspitzt aus.
- In Der Tiefpunkt (S02E04) und Die Qual der Wahl (S03E06) ist ein Spiel namens Wo ist Miranda? zu sehen. Dieses ist eine Anspielung auf eine Kinderbuchreihe namens Wo ist Walter?
- Penny erzählt Miranda immer wieder von den Sexspielereien mit ihrem Ehemann, was Miranda deutlich stört und regelmäßig aus der Fassung bringt.
- Sobald Miranda Stevie etwas Aufregendes erzählen will, galoppiert Miranda in das Geschäft und wiederholt mit Stevie, Stevie, Stevie... ständig den Namen ihrer besten Freundin. Auch sonst galoppiert Miranda durch die Gegend, anstatt zu rennen.
- Penny ist dafür bekannt, dass sie es beim Tratschen verwechselt, die eigentlich gemeine Bemerkung leise statt laut auszusprechen. So wird die eigentliche Beleidigung nach zu genannten Merkmalen laut statt leise, die neutralen bzw. leicht abwertenden Merkmale hingegen leise statt laut ausgesprochen.
- Wenn sich Miranda und Stevie streiten, hängen beide an ihre Sätze ein oder was? (im Original: are we?). Dies wird leicht abgewandelt in gleich mehreren Episoden immer wieder benutzt und führt dazu, dass die Streitigkeiten eher eskalieren, da beide einen Wettstreit darin sehen den anderen mit oder was? zu übertrumpfen.
- In mehreren Episoden hat Miranda Obstfreunde, mit denen sie spricht. Dies halten ihre Freunde für ein wenig seltsam.
- Stevie erwähnt des Öfteren bei potenziellen Partnern Miranda gegenüber ihr gewisses Etwas (im Original: the allure), das Miranda fehlen würde.
- Miranda schafft es nicht, das Wort „Sex“ offen auszusprechen. Erst in der finalen Episode The Final Curtain gelingt ihr dies, was ihre Freunde und Familie sichtlich irritiert. Auch weitere für Miranda typische Verhaltensweisen wie das Zusammenleben mit Obstfreunden oder das Kindisch-sein werden in der letzten Episode fallen gelassen, woraufhin ein Psychiater für Miranda gerufen wird.
- Häufig erwähnt Penny ihre Rivalin Belinda aus dem Tennisclub, die Penny versucht, mit Events und Partys zu überbieten, was ihr aber nur selten gelingt.
- Penny versucht des Öfteren Miranda mit Benjy zu verkuppeln, woraufhin Miranda ihr entgegnet, dass sie nichts mit ihrem Cousin 1. Grades anfangen werde.
- Ein Kunde, den Stevie und Miranda in Mirandas Probleme einspannen und der den beiden bis ins Restaurant oder Mirandas Wohnung folgt, tritt gleich in drei Episoden in Erscheinung (Verkupplungsversuche (S01E05), Drei kleine Worte (S03E05), The Final Curtain). Erst in der letzten Episoden wird bekannt, dass der Kunde mit Vornamen Jim heißt. Zuvor war er nur als Kunde bekannt und auf die Frage wer er wäre, sagten alle (auch er) man wisse es nicht.
- Drei Jugendliche, meist Afro-Amerikaner, treten in mehreren Episoden in Erscheinung. So bemängelt Miranda vor allem das Tragen der Hose, da diese deutlich unterhalb der Hüfte hängt. Dies gipfelt in der Episode Die Qual der Wahl (S03E06) im Höhepunkt, als Miranda und Gary am Bahnhof vor drei Jugendlichen fliehen und Miranda auf das Hinweisen von Gary, das sie sich beeilen solle, erwidert, dass die Jugendlichen aufgrund ihrer so tief hängenden Hose nicht schnell rennen könnten.
- In zwei Episoden (Verrückte Ferien (S01E04) und Die Qual der Wahl (S03E06)) sagt Miranda ihren Freunden, sie würde weit weg verreisen. Allerdings zieht sie beide Male in ein Zimmer des Hamilton Lodge, auf der gegenüberliegenden Straßenseite.

## Adaption
Im Jahr 2018 wurde bekannt, dass Warner Bros. ein amerikanisches Remake der Sitcom Miranda plant. 2019 wurde das Projekt unter dem Namen Carla vorgestellt und eine Ausstrahlung auf Fox im Jahr 2020 in Aussicht gestellt. Mayim Bialik sollte die Hauptrolle spielen und – zusammen mit Jim Parsons – die ausführende Produktion übernehmen. Beide traten bereits zuvor schon in der Sitcom The Big Bang Theory zusammen auf. Im Februar 2020 wurde der Titel schließlich in „Call Me Kat“ geändert. Die erste Staffel mit 13 Folgen wurde in den USA ab dem 3. Januar 2021 ausgestrahlt. Eine zweite Staffel folgte im Januar 2022. Nach der dritten Staffel wurde die Serie im Mai 2023 beendet.
Im August 2021 gab das ZDF den Drehstart für die auf Miranda basierende deutschsprachige Sitcom „Ruby“ bekannt, die für den Sender ZDFneo produziert wird. Damit beauftragt wurden BBC Studios Germany und Studio Zentral. Drehbuchautorin und Creative Producerin ist Giulia Becker. Die Titelrolle spielt die 1,87 m große Anna Böger. Starttermin war der 2. September 2022 in der ZDF-Mediathek und der 13. September für die Fernsehausstrahlung.